# AEGON Pro Series Glasgow 2 2012
L'AEGON Pro Series Glasgow 2 2012 (Great Britain F17 Futures 2012) è stato un torneo di tennis facente della categoria ITF Women's Circuit nell'ambito dell'ITF Women's Circuit 2012 e dell'ITF Men's Circuit nell'ambito dell'ITF Men's Circuit 2012. Sia il torneo maschile che quello femminile si sono giocati a Glasgow, in Gran Bretagna, dal 15 al 21 ottobre 2012, su campi in cemento.

## Vincitori

### Singolare maschile
Bastian Knittel ha battuto in finale  Ashley Hewitt con il punteggio di 6–2, 6–4

### Doppio maschile
David Rice /  Sean Thornley hanno battuto in finale  Laurynas Grigelis /  Bastian Knittel con il punteggio di 6–3, 6–2

### Singolare femminile
Samantha Murray ha battuto in finale  Alison Van Uytvanck con il punteggio di 6–3, 2–6, 6–3

### Doppio femminile
Justyna Jegiołka /  Diāna Marcinkēviča hanno battuto in finale  Nicole Clerico /  Anna Zaja con il punteggio di 6–2, 6–1